# گابریلا گرزیوینسکا
گابریلا گرزیوینسکا (انگلیسی: Gabriela Grzywińska؛ زادهٔ ۱۸ فوریهٔ ۱۹۹۶) بازیکن فوتبال اهل لهستان است.
وی همچنین در تیم‌های ملی فوتبال زنان لهستان بازی کرده‌است.